# Stefan III av Ungern
Stefan III, född 1147, död 1173, kung av Ungern 1163-1173, son till Gèza II av Ungern.